# Silke Kraushaar-Pielach

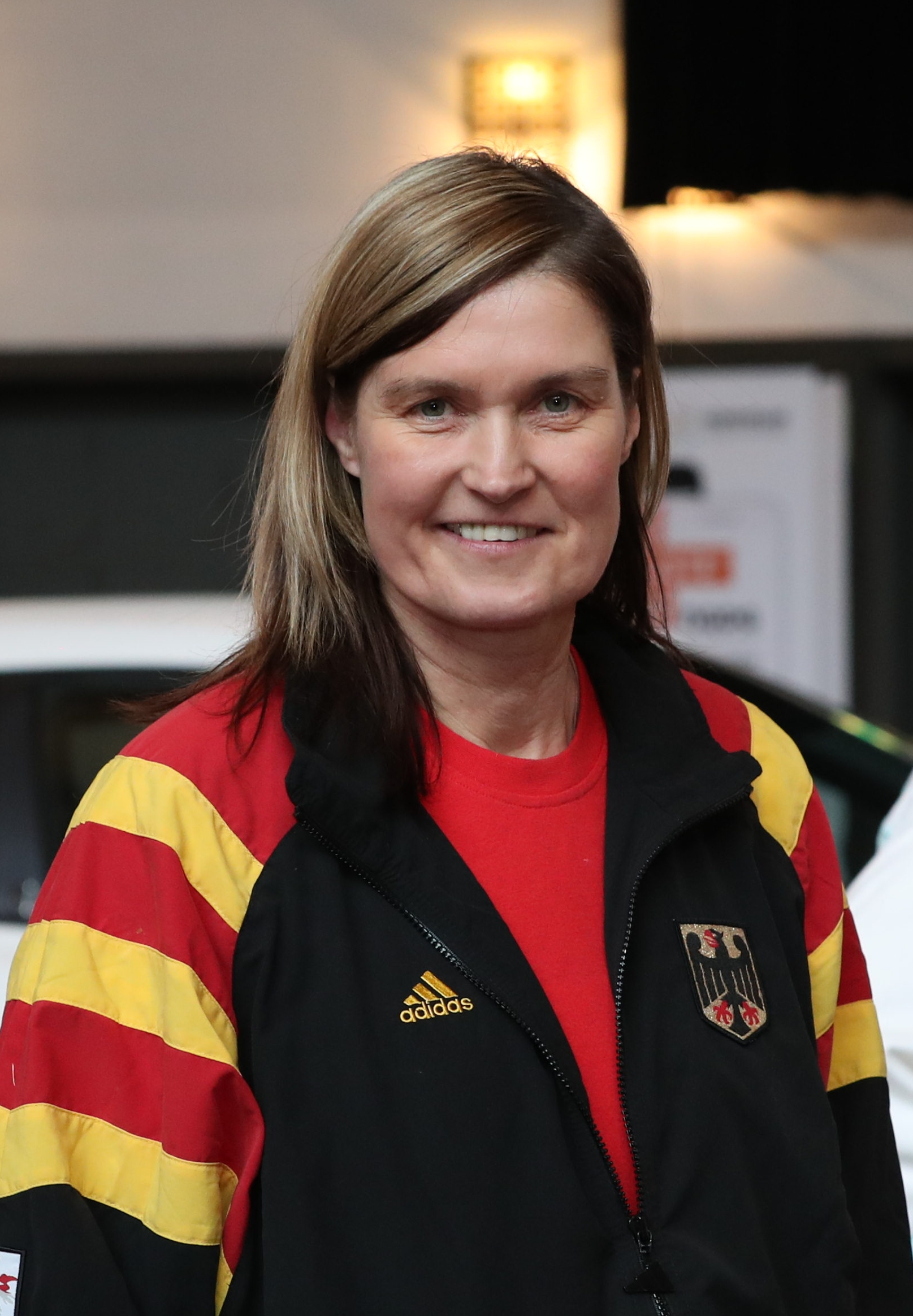
Silke Kraushaar-Pielach nel 2018

Silke Kraushaar-Pielach nata Kraushaar (Sonneberg, 10 ottobre 1970) è un'ex slittinista tedesca, vincitrice di una medaglia d'oro ai Giochi olimpici a Nagano 1998.

## Biografia
Originaria della Germania Est, iniziò a gareggiare per la nazionale tedesca solo dopo la riunificazione della Germania. Inizialmente conosciuta come Silke Kraushaar, dopo il matrimonio avvenuto il 7 luglio 2006 con Michael Pielach, aggiunse al suo cognome da nubile anche quello del marito.
Esordì in Coppa del Mondo nella stagione 1994/95, conquistò il primo podio, nonché la prima vittoria il 1º dicembre 1996 nel singolo a Sigulda. Trionfò in classifica generale nella specialità del singolo per cinque stagioni: nel 1998/99, nel 2000/01, nel 2001/02, nel 2005/06 e nel 2006/07.
Prese parte a tre edizioni dei Giochi olimpici invernali, riuscendo sempre ad andare a medaglia nel singolo: conquistò infatti l'oro a Nagano 1998, il bronzo a Salt Lake City 2002 e l'argento a Torino 2006.
Ai campionati mondiali ottenne dieci medaglie, delle quali quattro d'oro. Nelle rassegne continentali vinse sette titoli europei.
Ha inoltre vinto sei titoli nazionali nel singolo.
Si ritirò al termine della stagione 2007/08, salendo sul podio anche nella sua ultima gara a Sigulda il 17 febbraio 2008 (3ª), dopo aver ottenuto la medaglia di bronzo anche nell'edizione casalinga dei mondiali di Oberhof 2008.

## Palmarès

### Olimpiadi
- 3 medaglie:
  - 1 oro (singolo a Nagano 1998);
  - 1 argento (singolo a Torino 2006);
  - 1 bronzo (singolo a Salt Lake City 2002).

### Mondiali
- 10 medaglie:
  - 4 ori (gara a squadre a Sankt Moritz 2000; gara a squadre a Calgary 2001; singolo a Nagano 2004; gara a squadre a Igls 2007);
  - 4 argenti (gara a squadre a Igls 1997; gara a squadre a Königssee 1999; singolo a Calgary 2001; singolo a Sigulda 2003);
  - 2 bronzi (singolo a Igls 2007; singolo a Oberhof 2008).

### Europei
- 10 medaglie:
  - 7 ori (singolo, gara a squadre a Oberhof 1998; gara a squadre a Altenberg 2002; singolo, gara a squadre a Oberhof 2004; singolo, gara a squadre a Winterberg 2006);
  - 3 argenti (singolo a Winterberg 2000; singolo a Altenberg 2002; singolo a Cesana Torinese 2008).

### Coppa del Mondo
- Vincitrice della Coppa del Mondo nella specialità del singolo nel 1998/99, nel 2000/01, nel 2001/02, nel 2005/06 e nel 2006/07.
- 87 podi (76 nel singolo, 11 nelle gare a squadre):
  - 44 vittorie (36 nel singolo, 8 nelle gare a squadre);
  - 28 secondi posti (26 nel singolo, 2 nelle gare a squadre);
  - 15 terzi posti (14 nel singolo, 1 nella gara a squadre).

#### Coppa del Mondo - vittorie
| Data             | Luogo           | Paese       | Disciplina                                                        |
| ---------------- | --------------- | ----------- | ----------------------------------------------------------------- |
| 1º dicembre 1996 | Sigulda         | Lettonia    | Singolo                                                           |
| 8 dicembre 1996  | Lillehammer     | Norvegia    | Singolo                                                           |
| 22 dicembre 1996 | Königssee       | Germania    | Singolo                                                           |
| 18 gennaio 1998  | Altenberg       | Germania    | Singolo                                                           |
| 12 dicembre 1998 | Sigulda         | Lettonia    | Singolo                                                           |
| 19 dicembre 1998 | Winterberg      | Germania    | Singolo                                                           |
| 16 gennaio 1999  | Oberhof         | Germania    | Singolo                                                           |
| 5 febbraio 1999  | Sankt Moritz    | Svizzera    | Singolo                                                           |
| 28 novembre 1999 | Altenberg       | Germania    | Singolo                                                           |
| 13 febbraio 2000 | Oberhof         | Germania    | Singolo                                                           |
| 26 novembre 2000 | Sigulda         | Lettonia    | Singolo                                                           |
| 10 dicembre 2000 | La Plagne       | Francia     | Singolo                                                           |
| 11 febbraio 2001 | Park City       | Stati Uniti | Singolo                                                           |
| 18 febbraio 2001 | Lake Placid     | Stati Uniti | Singolo                                                           |
| 9 dicembre 2001  | Königssee       | Germania    | Singolo                                                           |
| 13 dicembre 2001 | Igls            | Austria     | Singolo                                                           |
| 16 dicembre 2001 | Oberhof         | Germania    | Singolo                                                           |
| 20 gennaio 2002  | Sigulda         | Lettonia    | Singolo                                                           |
| 8 dicembre 2002  | Oberhof         | Germania    | Singolo                                                           |
| 16 novembre 2003 | Sigulda         | Lettonia    | Singolo                                                           |
| 23 novembre 2003 | Altenberg       | Germania    | Singolo                                                           |
| 6 dicembre 2003  | Calgary         | Canada      | Gara a squadre con Jan Eichhorn, Patric Leitner e Alexander Resch |
| 21 novembre 2004 | Sigulda         | Lettonia    | Singolo                                                           |
| 4 dicembre 2004  | Lake Placid     | Stati Uniti | Gara a squadre con David Möller, Sebastian Schmidt e André Forker |
| 2 gennaio 2005   | Oberhof         | Germania    | Gara a squadre con Sebastian Schmidt, André Forker e David Möller |
| 6 gennaio 2005   | Königssee       | Germania    | Singolo                                                           |
| 6 novembre 2005  | Sigulda         | Lettonia    | Singolo                                                           |
| 10 dicembre 2005 | Calgary         | Canada      | Singolo                                                           |
| 17 dicembre 2005 | Lake Placid     | Stati Uniti | Singolo                                                           |
| 7 gennaio 2006   | Königssee       | Germania    | Gara a squadre con Patric Leitner, Alexander Resch e Georg Hackl  |
| 15 gennaio 2006  | Igls            | Austria     | Singolo                                                           |
| 19 novembre 2006 | Cesana Torinese | Italia      | Singolo                                                           |
| 2 dicembre 2006  | Park City       | Stati Uniti | Singolo                                                           |
| 17 dicembre 2006 | Nagano          | Giappone    | Singolo                                                           |
| 17 dicembre 2006 | Nagano          | Giappone    | Gara a squadre con David Möller, Patric Leitner e Alexander Resch |
| 7 gennaio 2007   | Königssee       | Germania    | Singolo                                                           |
| 7 gennaio 2007   | Königssee       | Germania    | Gara a squadre con Patric Leitner, Alexander Resch e David Möller |
| 14 gennaio 2007  | Oberhof         | Germania    | Singolo                                                           |
| 21 gennaio 2007  | Altenberg       | Germania    | Singolo                                                           |
| 11 febbraio 2007 | Winterberg      | Germania    | Gara a squadre con Patric Leitner, Alexander Resch e David Möller |
| 18 febbraio 2007 | Sigulda         | Lettonia    | Singolo                                                           |
| 17 novembre 2007 | Lake Placid     | Stati Uniti | Singolo                                                           |
| 6 gennaio 2008   | Königssee       | Germania    | Gara a squadre con Patric Leitner, Alexander Resch e David Möller |

### Campionati tedeschi
- 15 medaglie:
  - 6 ori (singolo ad Oberhof 1998; singolo ad Oberhof 2000; singolo ad Oberhof 2008; singolo a Schönau am Königssee 2001; singolo ad Altenberg 2002; singolo ad Oberhof 2004; singolo ad Oberhof/Schönau am Königssee 2005);
  - 4 argenti (singolo ad Altenberg 1996; singolo a Winterberg 2003; singolo ad Oberhof 2006; singolo ad Oberhof 2008);
  - 5 bronzi (singolo a Schönau am Königssee 1991; singolo ad Oberhof 1993; singolo a Winterberg 1997; singolo a Schönau am Königssee 1999; singolo ad Altenberg 2007).